# Sérgio Conceição
Sérgio Paulo Marceneiro da Conceição (* 15. November 1974 in Coimbra) ist ein ehemaliger portugiesischer Fußballspieler und jetziger -trainer. Zuletzt war er Cheftrainer der AC Mailand.

## Spielerkarriere

### Verein
Conceição stieß in der Saison 1992/93 zum Profikader des FC Penafiel. Zuvor war er bereits in der Jugendabteilung der Nordportugiesen tätig gewesen. In seiner ersten Saison entwickelte er sich zur Stammkraft des damaligen unterklassigen Vereins. In den Folgejahren wechselte er zum Leça FC und anschließend zum FC Felgueiras, bevor er im Jahre 1996 zum FC Porto ging. Mit dem FC Porto gewann er zweimal die SuperLiga und einmal den portugiesischen Cup. In 56 Liga-Spielen für den FC Porto erzielte Conceição neun Tore.
1998 wechselte er vom FC Porto zu Lazio Rom, für den er auch im UEFA-Pokal spielte. In seiner ersten Saison in der Serie A schoss er fünf Tore in 33 Partien. 1999 zog er mit Lazio ins letzte Finale des Europapokal der Pokalsieger ein. Am 19. Mai 1999 wurde das Endspiel gegen RCD Mallorca mit 2:1 gewonnen. Conceição wurde in der 56. Minute für Dejan Stanković eingewechselt. Im europäischen Supercup-Finale des gleichen Jahres setzte man sich mit 1:0 gegen Manchester United durch. Nach zwei Jahren ging er zum Ligakonkurrenten AC Parma, mit dem er ins Finale der Coppa Italia einzog, in dem man nach zwei Spielen dem AC Florenz unterlag. Wiederum ein Jahr später unterzeichnete Conceição einen Vertrag bei Inter Mailand. Als Tausch wechselte Sébastien Frey nach Parma. Nach zwei Jahren in Mailand kehrte er zu Lazio Rom zurück. Dort folgte jedoch eine enttäuschende Hinrunde und er ging zurück zum FC Porto. Dort stand er auch nur ein halbes Jahr unter Vertrag. Obwohl er nur sechs Monate in Porto war, gewann er die Champions League und die Meisterschaft.
Für die Spielzeit 2004/05 wechselte Conceição wieder ins Ausland zu Standard Lüttich. Dort erhielt er einen Einjahresvertrag. Nach guten Auftritten in der Jupiler League wurde er mit dem Belgischen Goldenen Schuh, dem Pokal für den besten Spieler der Saison, ausgezeichnet. Er lag bei der Wahl vor Vincent Kompany und Christian Wilhelmsson und war damit der neunte ausländische Profi, der diese Ehrung erhielt. Sein Vertrag wurde verlängert. Im März 2006 bespuckte er im Spiel gegen den SV Zulte Waregem einen Gegenspieler und griff den Schiedsrichter an, nachdem dieser ihm die Rote Karte gezeigt hatte. Für dieses Vergehen wurde er am 11. April 2006 vom Belgischen Fußball-Verband für vier Monate gesperrt. In drei Jahren bei Standard Lüttich wurde die Mannschaft zweimal Dritter (2005, 2007) und einmal Vize-Meister (2006).
Nach der Saison 2006/07 wechselte Conceição nach Kuwait zu Al Qadsia Kuwait. In sieben Spielen erzielte er dort fünf Tore. In der Winterpause wechselte er nach Griechenland zu PAOK Thessaloniki. Eingefädelt wurde dieser Transfer durch den ehemaligen PAOK-Spieler und jetzigen technischen Leiter des Klubs Zisis Vryzas. Bei Conceiçãos Präsentation erschienen 7000 Anhänger des Vereins. In Thessaloniki erhielt er die Rücken-Nummer 7 von Klublegende Theodoros Zagorakis.
Im November 2009 beendete Conceição im Alter von 35 Jahren seine aktive Laufbahn. Danach wurde er technischer Direktor bei PAOK Thessaloniki.

### Nationalmannschaft
Sein Debüt in der portugiesischen Fußballnationalmannschaft absolvierte Conceição am 9. November 1996 in einem Spiel gegen die Ukraine. Im Verlauf seiner Karriere nahm er an der Europameisterschaft 2000, bei der er im Spiel gegen Deutschland drei Tore schoss, und der Weltmeisterschaft 2002 teil.

## Trainerkarriere
Ende Mai 2010 verpflichtete sein ehemaliger Verein Standard Lüttich Conceição für ein Jahr als Co-Trainer. Dort arbeitete er an der Seite von Trainer Dominique D’Onofrio. Am 1. Januar 2012 wurde er Cheftrainer des portugiesischen Erstligisten SC Olhanense. Er unterschrieb einen bis Saisonende 2013 gültigen Vertrag und übernahm den Trainerposten vom zuvor entlassenen Daúto Faquirá. In den Folgejahren trainierte er Académica de Coimbra, Sporting Braga und Vitória Guimarães. Ab Dezember 2016 war er Trainer beim FC Nantes.
Zur Saison 2017/2018 wechselte er nach Portugal, zum FC Porto, den er nach sieben Jahren und 377 Pflichtspielen im Juni 2024 verließ.
Ende Dezember 2024 übernahm Conceição den italienischen Erstligisten AC Mailand von seinem Landsmann Paulo Fonseca. Seine Amtszeit begann Anfang Januar 2025 mit dem Gewinn des italienischen Superpokals: Im Halbfinale besiegte seine Mannschaft Juventus Turin, bei denen sein Sohn Francisco auf der Ersatzbank saß, und setzte sich im Finale mit 3:2 gegen den Stadtrivalen Inter Mailand durch. Nachdem er durch die Niederlage im Coppa-Italia-Finale und Platz 8 in der Liga die Qualifikation für die internationalen Wettbewerbe verpasst hatte, musste er nach der Saison 2024/25 bereits wieder gehen.

## Erfolge

### Als Spieler
- UEFA Champions League: 2003/04
- Europapokal der Pokalsieger: 1998/99
- UEFA Super Cup: 1999
- Portugiesischer Meister (3): 1996/97, 1997/98, 2003/04
- Portugiesischer Pokalsieger: 1997/98
- Portugiesischer Supercupsieger: 1996
- Italienischer Meister: 1999/2000
- Italienischer Pokalsieger (2): 1999/2000, 2003/04
- Italienischer Supercupsieger: 1998
- Belgiens Fußballer des Jahres: 2005

### Als Trainer
- Portugiesischer Meister (3): 2017/18, 2019/20, 2021/22
- Portugiesischer Pokalsieger (4): 2019/20, 2021/22, 2022/23, 2023/24
- Portugiesischer Supercupsieger (3): 2018, 2020, 2022
- Italienischer Supercup (1): 2024

## Trivia
Conceiçãos Geburtsstadt Coimbra benannte Anfang 2002 ein Stadion nach ihm. Das Estádio Municipal Sérgio Conceição befindet sich in Taveiro, Coimbra.
Seine Söhne Sérgio Emanuel (* 1996), Rodrigo (* 2000) und Francisco (* 2002) sind ebenfalls Fußballprofis.